# 圣日耳曼欧塞尔教堂
圣日耳曼欧塞尔教堂（Saint-Germain-l'Auxerrois）位于巴黎卢浮宫广场2号，最近的地铁站是卢浮-里沃利站。

## 历史
位于巴黎市中心，邻近塞纳河及卢浮宫，曾是法国国王的堂区，通常被视为是卢浮宫的教堂。它创建于7世纪，数百年来重建许多次，混合了几种风格，罗曼式，哥特式，文艺复兴。最引人注目的外观特点是门廊，由Jean Gaussel （1435年至1439年），玫瑰窗，和环绕整个教堂上方的栏杆。堂内保存的珍宝有15世纪的木制的圣日耳曼雕像、同一时期雕刻的萨拉戈萨的味增爵石雕、弗兰德斯祭台木雕、著名的重要人士的座位，1683年由弗朗索瓦乐·梅谢尔根据查尔斯·莱布兰的图纸制作。 
在法国宗教战争期间，它的钟称为“玛丽”，在1572年8月23日晚上敲响，标志着圣巴托洛缪大屠杀的开始，数千名来到巴黎参加皇家婚礼的雨格诺派教徒被暴民杀死。 
灿烂的花窗玻璃一直存在，除了动荡的法国大革命期间。 
1840至1851年，Alexandre Boëly担任教堂的管风琴乐师。
在1860年增建了北塔，正对第一区的玛丽（1859）。

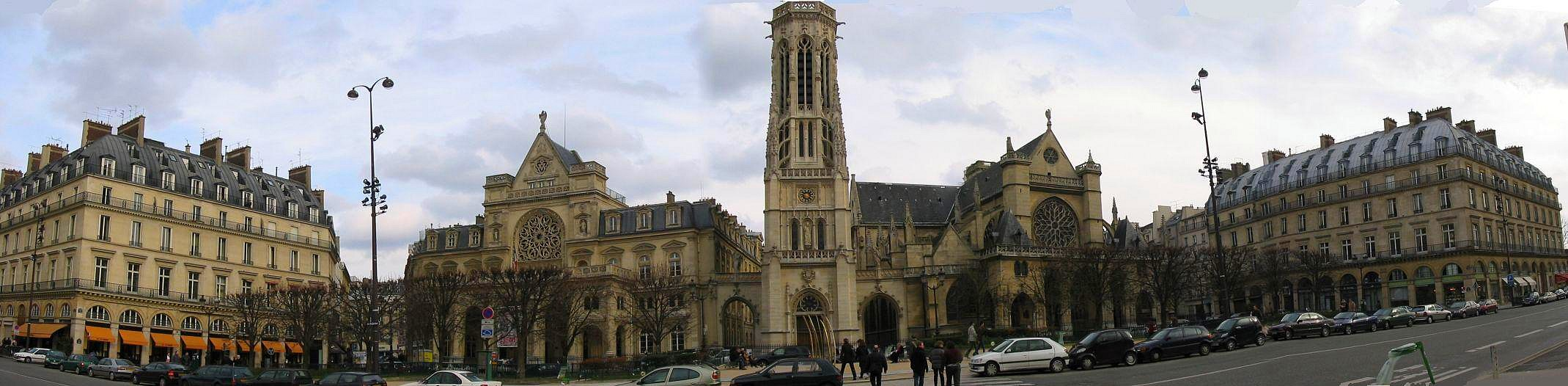
聖日耳曼欧塞尔教堂和盧浮宮廣場的全景。

Template:巴黎名胜